# Prêmio ABL de Tradução
O Prêmio ABL de Tradução é um prêmio de literatura brasileiro, oferecido pela Academia Brasileira de Letras (ABL) aos autores dos melhores trabalhos de tradução, desde 2003.
Existiu, anteriormente, até 1994 o Prémio Odorico Mendes de tradução.

## Premiados
- 2015 - Denise Bottmann pela tradução de Aguapés, de Jhumpa Lahiri
- 2014 - Safa Jubran pela tradução da obra E nós cobrimos seus olhos, de Alaa Al Aswany
- 2013 - Caetano Waldrigues Galindo pelas traduções de Ulysses, de James Joyce
- 2012 - Rubens Figueiredo pela tradução de Guerra e Paz, de Liev Tolstói
- 2011 - Sergio Flaksman pela tradução de O Amante de Lady Chatterley, de D. H. Lawrence
- 2010 - Milton Lins pelas pequenas traduções de grandes poetas
- 2009 - Paulo Bezerra pela tradução de Os Irmãos Karamazov, de Fiódor Dostoiévski
- 2008 - Leonardo Froés pelo conjunto de obras traduzidas
- 2008 - Agenor Soares dos Santos pela autoria da obra Guia Prático de Tradução inglesa
- 2007 - Barbara Heliodora pela publicação da obra de William Shakespeare
- 2006 - Geraldo Holanda Cavalcanti pela tradução da obra Cântico dos Cânticos
- 2005 - Ivo Barroso pela tradução do Teatro completo de T.S. Eliot
- 2004 - Eduardo Brandão pela tradução de Espírito da Filosofia Medieval, de Étienne Gilson
- 2004 - Bruno Palma pela tradução de Amers (Marcas marinhas), de Saint-John Perse
- 2004 - Marcos Santarrita pelo conjunto de obra tradutória
- 2003 - Boris Schnaiderman pelo conjunto de sua obra